# تحقيق الحق في كلمة الحق
هذا الكتاب ألف في سنة 1315 هـ الموافق 1897م في موضوع وحدة الوجود وهو رد علي كتاب كلمة الحق للسيد عبد الرحمان اللكهنوي الذي قال بأن المعنى الشرعي لكلمة لا إله إلا الله هو لا موجود الا الله، ولا يؤمن أحدكم بدون ايمان على وحدة الوجود. ورد الشيخ على هذه النظرية الباطلة بدلائل مقنعة قانعة وقال «أما الايمان فلا اله الا الله تعنى لا معبود الا الله، والله هو خالق الكون وربه ومعبوده».

## مراتب التوحيد في تحقيق الحق
قد قسم الشيخ التوحيد إلي ثلاثة درجات حسب مصطلاحات القوم وهي
توحيد العبادةوهو التوحيد الذي يقف عند المعنى العام لشهادة:ألا إله إلا الله. توحيد العبادة موجود في السور المكية بكثرة.
توحيدالمحبةوهو حالة تكون فيه محبة الله للعبد أقوى من أي شئي وهذا التوحبد مأخوذ من الأيات الحث علي المحبة الإلهية مثل { قل ان كان أباوكم وأبناؤكم وإخوانكم وعشيرتكم وأموال اقترفتموها وتجارة تخشون كسادها ومساكن ترضونها أحب اليكم من الله ورسوله... الخ } توحيد المحبة موجود في السور المدنية بكثرة
توحيد الوجودوهو التوحيد الذي اختص الحق -الله- نفسه به ،غيرأنه أظهر لبعض صفوته من هذا التوحيد لوائح وأسرارا. وأمثالة هذا التوحيد من القرآن { كل شيء هالك الا وجهه } و{ كل من عليها فان ويبقى وجهه ربك ذوالجلال والإكرام} وتوحيد الوجود موجود في الآيات المتشابهات التي لا يعرف تأويلهن الا الله والراسخون في العلم. ومن هذا القسم ذهب من ذهب إلى القول بوحدة الوجود من الصوفية مثل  ابن عربي، عبد الرحمن الجامي وغيرهم.